# Johannes Sickinghe

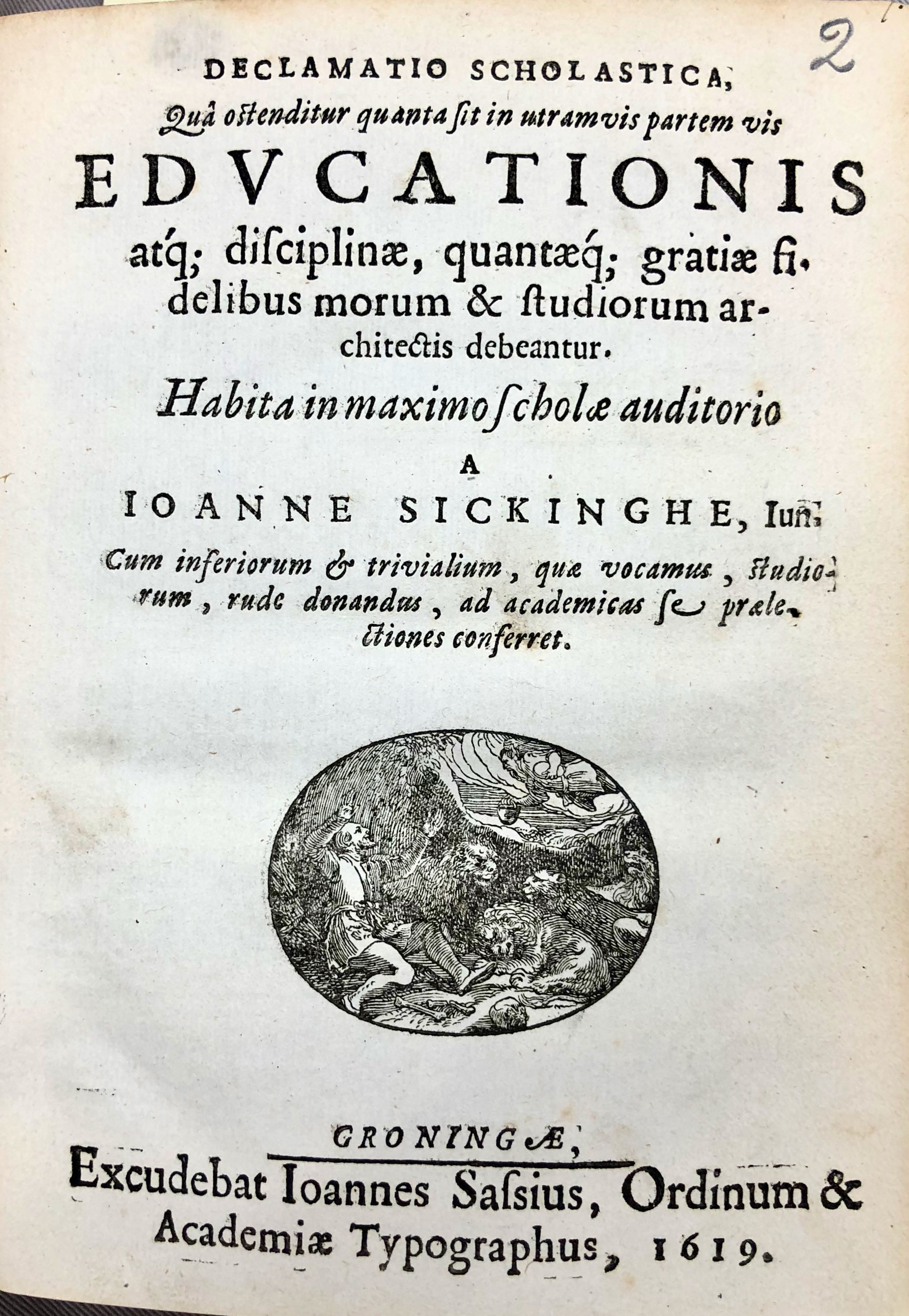
De titelpagina van de toespraak van Johannes Sickinghe bij zijn afscheid van de Latijnse school in 1619

Jonker Johannes Sickinghe (1602 - 1624), heer van Uithuizermeeden en Beijum, vierde bewoner van Huis te Sickinghe, was een Gronings humanist en student aan de Rijksuniversiteit Groningen. Hij staat bekend door zijn toespraak in 1619 bij het verlaten van de Latijnse school van de stad Groningen.  

## Biografie

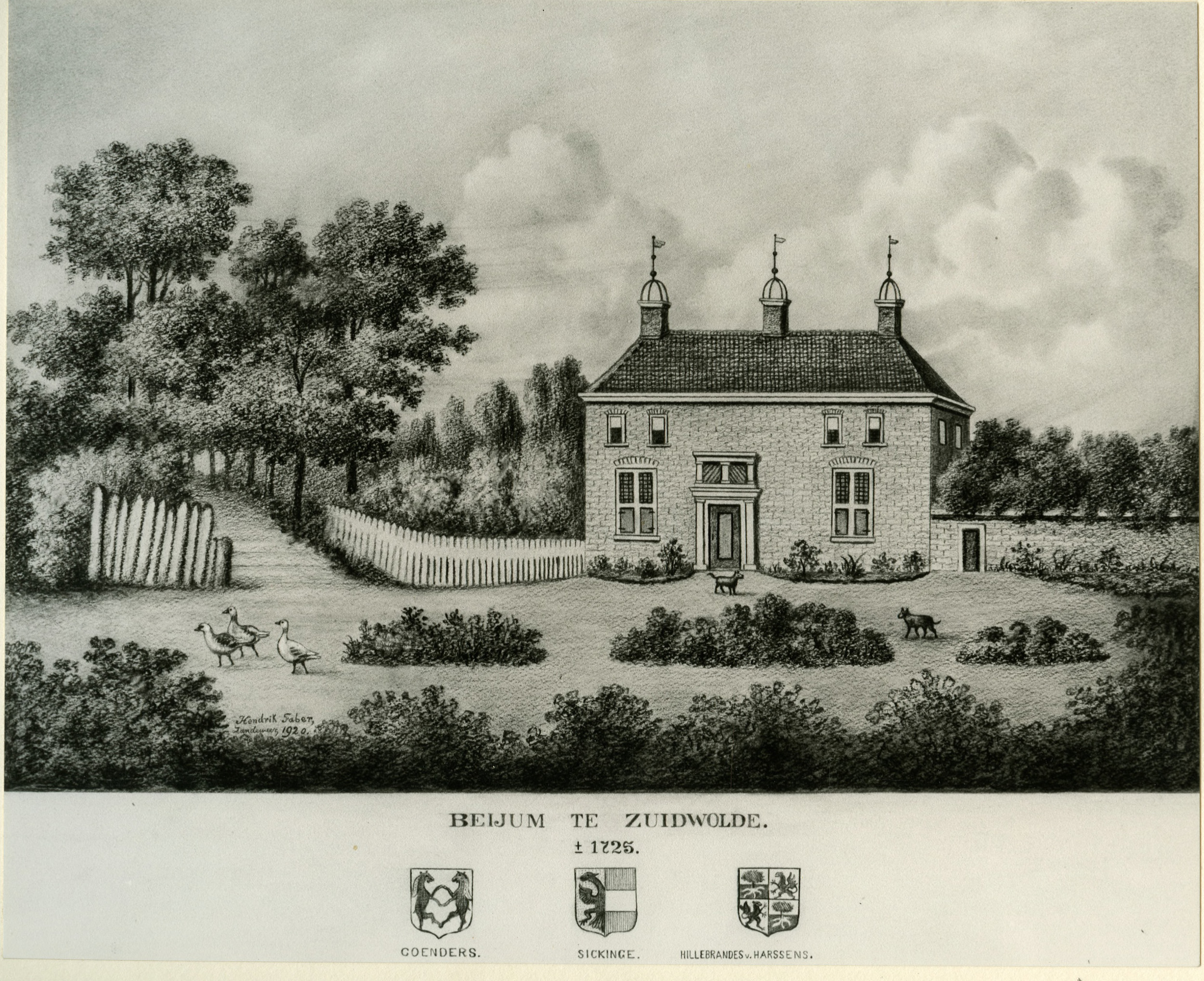
Huis te Beyum met het wapen van de familie Sickinghe (midden)

Sickinghe, telg uit het oud adellijke geslacht Sickinghe, werd geboren als zoon van Harmen Sickinghe en Beele Clant, telg uit het adellijke geslacht Clant. Johanne's beide grootvaders, Johan Sickinghe en Johan Clant, waren burgemeester van de stad Groningen geweest. Zijn vader Harmen was Ommelander politicus en kende een bewogen (politiek) bestaan. Sickinghe was een volle neef van jonker Johan Sickinghe (1576-1652) en een jongere neef van de jonkers Feijo en Pieter. 
Hij stond in 1620 te boek als eigenaar van de dijkrechten te Humsterland. Tussen 1623-1624 was hij landdagslid voor Zuidwolde. Na de dood van zijn vader kwam slot Holwinde in zijn handen. Hij schonk de heerlijkheid en haar rechten aan zijn zus Bele.  
Sickinghe was gehuwd met Cathérine Henriquez, afkomstig uit Frankrijk, met wie hij een dochter kreeg: Sybilia (ook wel Sibille) Sickinghe. Sybilia was vrouwe van Beyum en Zuidwolde. Na het overlijden van haar vader kreeg zij de beschikking over borg Beyum. Zij trad eerst in het huwelijk met Robert Molet, heer van Saint-Martin, en huwde later met een baron de Minerbe, eveneens afkomstig uit Frankrijk. In 1663 verkocht Sybilia borg Beyum aan Frederik Coenders van Helpen. 

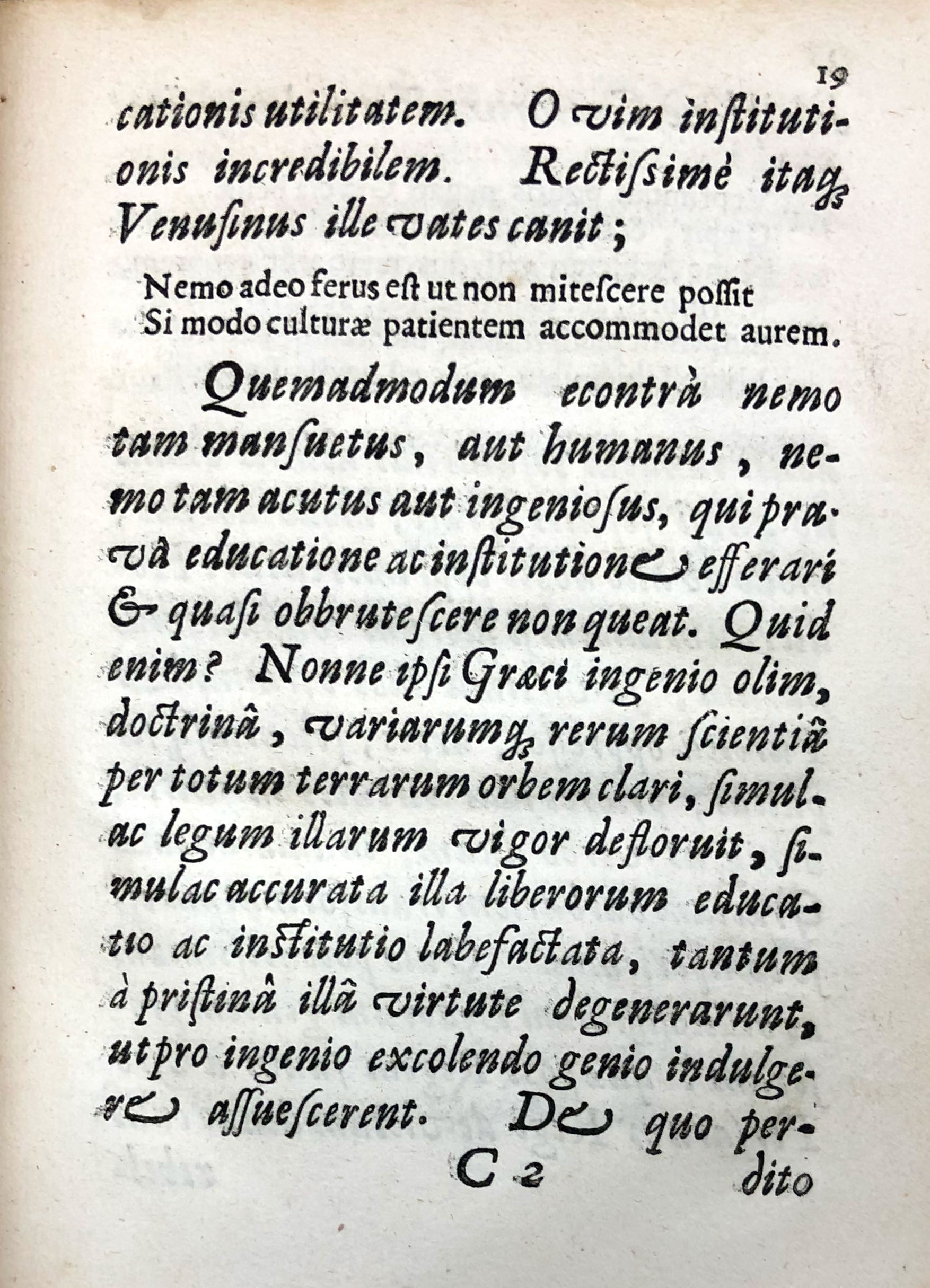
Een citaat van de Romeinse dichter Horatius (niet cursief) in de toespraak van Sickinghe. Vrij vertaald: “Niemand is zo wild dat hij niet te temmen is, als hij maar geduldig z’n oor leent aan vorming.”

Sickinghe overleed in 1624.  

## Als student en humanist

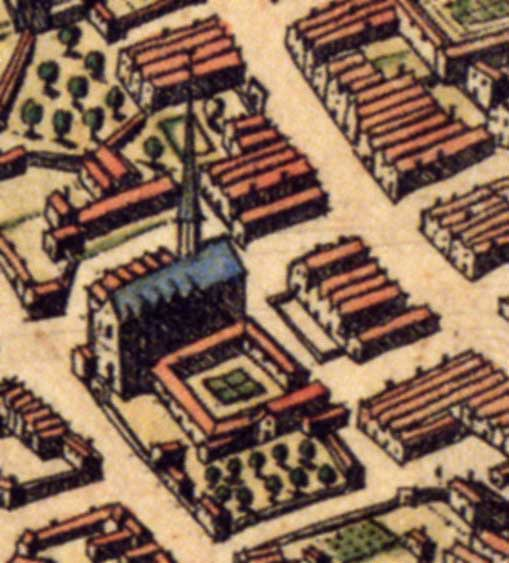
Het Minderbroedersklooster, waar de Latijnse School na 1614 was ondergebracht

De grootvader van Johannes, Johan Sickinghe (1495-1572), droeg de doctorstitel en had gestudeerd aan de Universiteit van Keulen en de Universiteit van Orléans. Aan laatstgenoemde universiteit was hij procurator van de Germaanse natie geweest. Johannes' oom, Feijo Sickinghe (1546-1579), had zijn studie gevolgd aan de Universiteit van Bazel, de Ruprecht-Karls-universiteit in Heidelberg en de Universiteit van Padua.  
Binnen deze familie met een sterke academische traditie wordt Johannes’ eigen intellectuele ontwikkeling geïllustreerd door een bewaard gebleven toespraak die hij hield aan de Latijnse school van Groningen, het huidige Praedinius Gymnasium.  
Via Ubbo Emmius had het humanistisch onderwijs, zoals elders in Europa, ook in Groningen vaste voet gekregen. Voorbeelden van humanistisch denken zijn te vinden in vier redevoeringen van leerlingen van de Latijnse school, uitgesproken bij hun afscheid en gedrukt door Johannes Sas, universiteits- en stadsdrukker.    

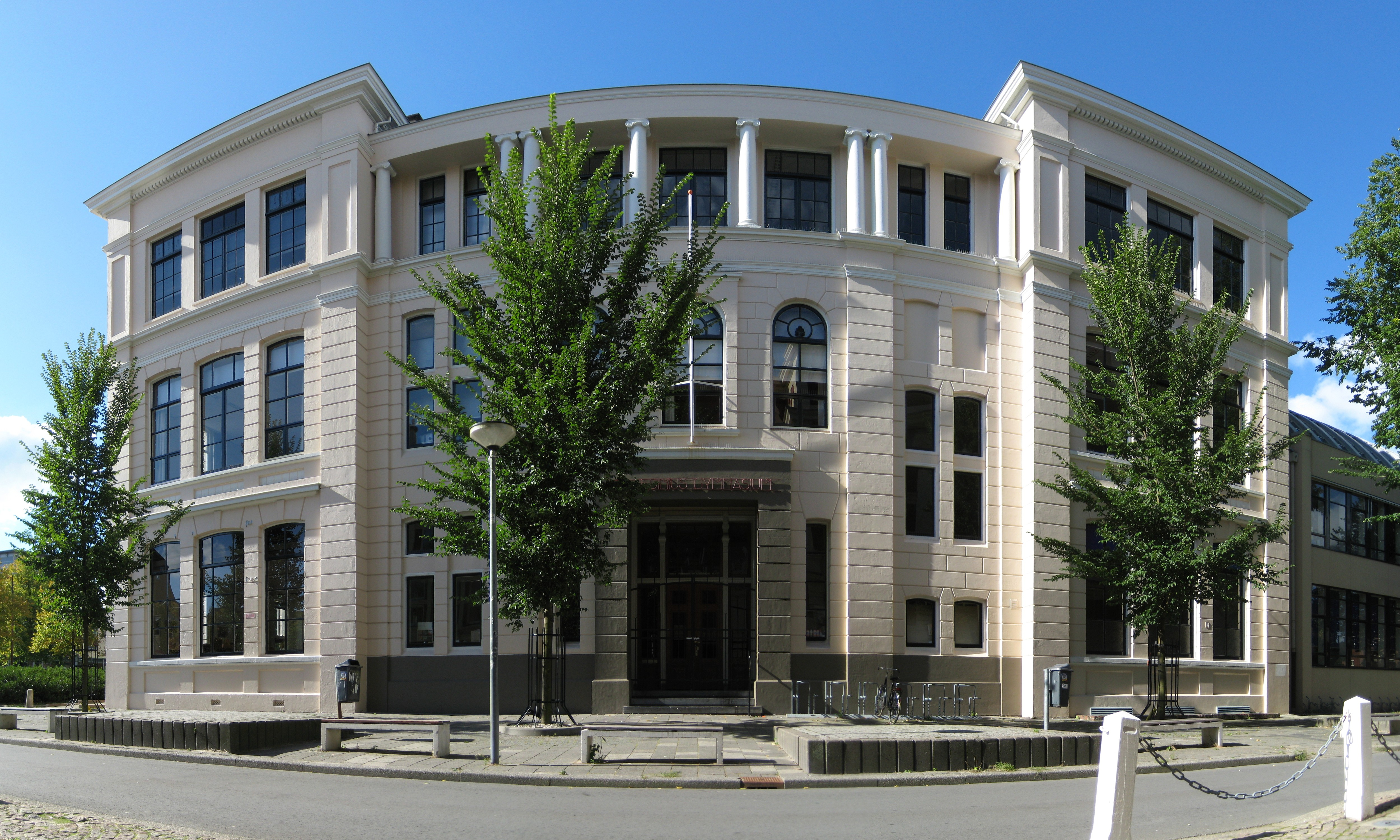
Het huidige hoofdgebouw aan de Turfsingel in Groningen, waar de Latijnse School (inmiddels het Praedinius Gymnasium geheten) sinds 1882 gehuisvest is

Sickinghe hield in 1619 de eerste van deze vier toespraken, over de noodzaak van een goede opvoeding en degelijk onderwijs. In 1620 sprak Johannes Rodolphi over de praktische filosofie, in 1621 Theodorus Eisonius over welbespraaktheid en Martinus Johannis over de waarde van de humanistische letteren.   
Waar de traditie om leerlingen bij hun afscheid een oratie te laten doen al voor 1600 om onbekende reden was verdwenen, werd deze in 1619 met de toespraak van Johannes Sickinghe nieuw leven ingeblazen. Het was onder rector Henricus Schonenborch dat Sickinghe zijn oratie hield. Sickinghe was 17 jaar toen hij voor een groot gehoor zijn rede hield, getiteld: “Schooltoespraak waarin wordt aangetoond hoe groot de kracht van opvoeding en onderwijs is, zowel ten goede als ten kwade, en hoeveel dank we verschuldigd zijn aan de betrouwbare architecten van het karakter en de studie.” 
In zijn rede benadrukte Sickinghe dat ouders hun kinderen wel het leven schenken, maar dat leraren en opvoeders hen pas werkelijk vormen tot verstandige, deugdzame en maatschappelijk nuttige mensen. Hij wees op de historische voorbeelden van grote leiders die hun grootheid mede te danken hadden aan wijze leermeesters, en bekritiseerde de geringe waardering die in zijn tijd aan het onderwijs werd gegeven. Hij prees zijn eigen leraren voor hun inzet en leiding, riep zijn medeleerlingen op tot dankbaarheid en spoorde aan om kennis en moraal hoog te houden. Tevens waarschuwde hij dat verwaarlozing van onderwijs en opvoeding onvermijdelijk leidt tot verval van beschaving en zeden.  
Na afloop sprak rector Schonenborch hem lovend toe. Een fragment uit deze lofrede luidt:     

Gelukkig met jouw lot, gelukkig met zo’n grote inzet,

Het heldere huis van Sickinghe, verfraaid door de glanzende namen van je voorvaderen,

Dat zo vol staat met een grote reeks consuls (door de vele roemrijke vermeldingen in de annalen),

En verrijkt door het lot met overvloed aan goede dingen:

Voort met de begonnen weg, laat ijverige deugd

de prikkels geven van de voorouders;

vlucht voor luiheid, vlucht voor door luxe verslapte rust,

die vijandig is aan de Atheense Minerva;

laat Vroomheid in je ziel opgroeien, geboren voor het verhevene,

en de eeuwige gouden beloning van het leven beloven.

O, mocht de deugd, nu stralend in purperen bloei,

voor het vaderland rijpe, levendige vruchten voortbrengen,

hoe zal de zuivere nakomeling,

wanneer jij door roem gedragen tot boven het hemelgewelf bent verheven,

eeuwig zingen over jou als voorvader.

Na zijn tijd aan de Latijnse school schreef Sickinghe zich op 13 maart 1619 in bij de Rijksuniversiteit Groningen, die nog geen vijf jaar eerder was opgericht. In sommige bronnen wordt daarnaast melding gemaakt van een inschrijving aan de Universiteit Leiden voor de studie rechten, gedateerd op 13 november 1619. In het Leidse inschrijfregister staat de naam Johannes Sikkingy, vermeld als twintig jaar oud. Opvallend genoeg noemde Johannes zichzelf in 1619, bij zijn toespraak, zeventien jaar oud. Ondanks dit verschil in leeftijdsopgave lijkt het te gaan om dezelfde persoon: er is zover bekend geen andere Sickinghe die zich in die periode aannemelijk kan hebben ingeschreven.  

## Bijdrage album amicorum

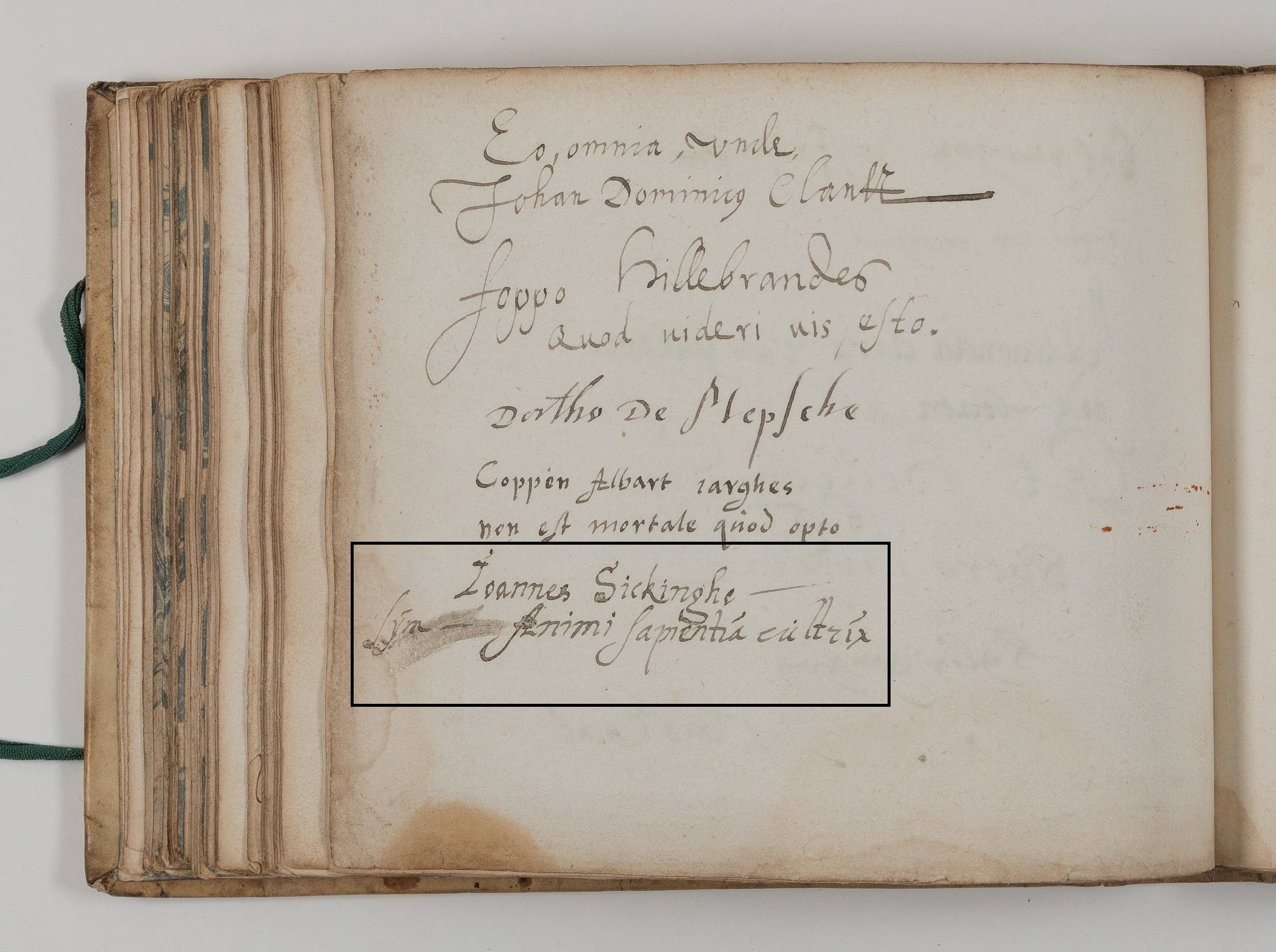
Sickinghe’s bijdrage aan het vriendenalbum van Harmen Jarges. Onder zijn naam het motto: Animi sapientia cultrix (Wijsheid cultiveert de geest), ca. 1617

Johanne's naam staat in het album amicorum (vriendenalbum) van Harmen Jarges (†1631), telg uit het adellijke geslacht Jarges. Harmen trouwde in 1618 met Roeleffien Clant, telg uit het adellijke geslacht Clant. De moeder van Johannes Sickinghe, Bele Clant, was een tante van deze Roeleffien. Daarmee was Johannes een volle neef van de bruid. Onder zijn naam, waarschijnlijk in 1617 aan het album toegevoegd, staat het motto: Animi sapientia cultrix (Wijsheid cultiveert de geest).  

## Publicaties
- Johannes Sickinghe, Declamatio Scholastica, Quâ ostenditur quanta fit in utramvis partem vis, Educationis, atq; disciplinæ, quantæq; gratiæ fidelibus morum & studiorum architectis debeantur, Habita in maximoscholæ auditorio, Groningen 1619